# Jelendol, Škocjan
Jelendol je naselje v Občini Škocjan.

## Osebe povezane s krajem
- Stanislav Hočevar